# Henri Stierlin
Henri Stierlin je švicarski povjesničar umjetnosti i arhitekture, novinar i fotograf. Rođen je 2. travnja 1928. u Aleksandriji (Egipat). Dobitnik je medalje časti za frankofoniju.

## Obrazovanje
- Klasični studiji latinskog, grčkog, humanističkih znanosti i prava na sveučilištu u Lausanni i Zürichu.
- Diplomirao u Lausanni (Švicarska, 1954.)
- Povijest umjetnosti na temu perzijskih džamija, Sveučilište Grenoble u Chambéryu (1977. – 1978.)

## Knjige
Izdvojena literatura:
- Ispahan : image du paradis, Pariz: Umjetnička knjižnica 1978.
- Grèce d’Asie, seuil, Pariz 1985.
- Alhambra, Nacionalni tisak, Pariz, 1992.
- Les Pharaons bâtisseurs, Pierre Terrail, 1992.
- L’art de l’Islam en orient, d’Ispahan au Taj Mahal, Gründ, Paris, 2002.
- L’architecture de l’Islam, Gallimard, Paris, 2003.
- Deus ex Machina, Infolio, Gollion, 2004.
- L’art de l’Islam méditerranéen, de Damas à Cordoue, Gründ, Pariz, 2005.
- Splendeurs de l'empire perse, Gründ, Paris, 2006.
- Le buste de Néfertiti : Une imposture de l'égyptologie ?, Infolio, Lausanne, 2009.

## Vanjske poveznice
- Henri Stierlin - Službena stranica  Arhivirana inačica izvorne stranice od 25. lipnja 2013. (Wayback Machine)
- [neaktivna poveznica]